# Boscos caducifolis secs de Khathiar-Gir
Els boscos caducifolis secs de Khathiar-Gir són una ecoregió de l'ecozona indomalaia, definida per la WWF, que s'estén pel nord-oest de l'Índia (codi de l'ecorregió: IM0206)
Els boscos caducifolis secs de Khathiar-Gir inclouen la serralada Aravalli, el punt més alt del qual és el Mont Abu, amb una elevació de 1.721 m, i una petita part del bosc de matolls d'espina del nord-oest a l'oest. Les àrees protegides cobreixen 8.980 km² en aquesta ecoregió i inclouen: 
- Santuari de vida salvatge de Balaram Ambaji
- Parc Nacional de Darrah (inclou el Santuari de vida salvatge de Jawahar Sagar i el Santuari National Chambal)
- Gandhi Sagar Sanctuary
- Parc Nacional de Gir Forest
- Great Indian Bustard Sanctuary
- Santuari de vida salvatge de Jaisamand
- Santuari de vida salvatge de Jambughoda
- Santuari de vida salvatge de Kumbhalgarh
- Parc Nacional de Madhav
- Santuari de vida salvatge de Mount Abu
- Nahargarh Biological Park
- Santuari de vida salvatge de Palpur-Kuno
- Santuari de vida salvatge de Ramgarh
- Parc Nacional de Ranthambore
- Santuari de vida salvatge de Ratan Mahal
- Sailana Kharmour Bird Sanctuary
- Reserva de tigres de Sariska
- Santuari de vida salvatge de Sita Mata

A l'oest es troba la península de Kathiawar i la franja del Rajasthan occidental entre la serralada Aravalli i el desert de Thar. Al nord-oest, els boscos secs de fulla caduca de Kathiawar-Gir transiten cap a les planes gangètiques superiors de boscos humits de fulla caduca. Al sud-est es troben els boscos secs de fulla caduca de Narmada, de la serralada de Vindhya, i la vall del riu Narmada. L'ecoregió també voreja els boscos caducifolis humits de Ghats del nord-oest en el sud-est de Gujarat.

## Clima
L'ecoregió té un clima monsònic tropical, amb la majoria de les seves precipitacions mitjanes de 550 a 700 mm anuals durant el monsó del sud-oest de juny a setembre i poc durant els mesos restants de l'any, mentre que les temperatures solen superar els 40 ° C. Les elevacions més altes de l'Aravallis es mantenen més fredes i les vessants del vent (generalment orientades al sud-est) reben precipitacions més elevades. Això resulta en un paisatge sec de matolls espinosos, arbres nus i roques.

## Flora

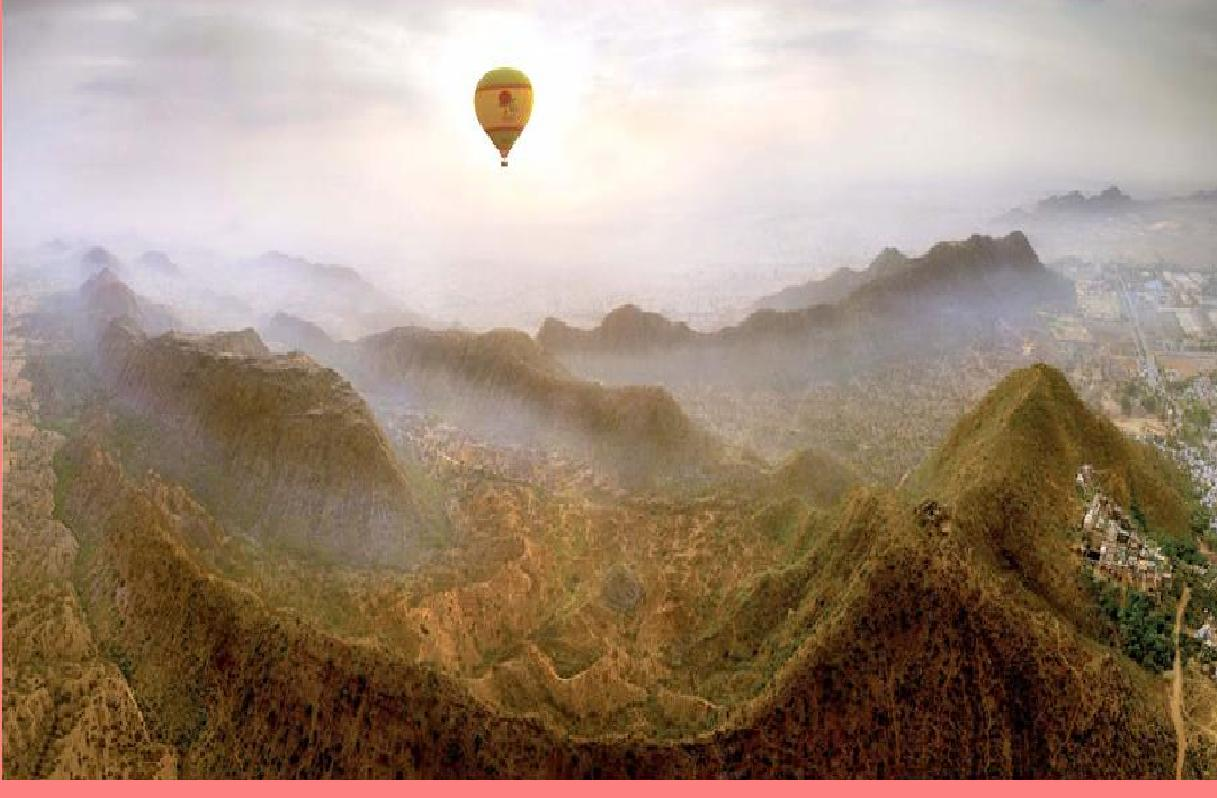
Pujols d'Aravali a l'hivern amb boira

La composició dels boscos de l'ecoregió varia amb la humitat i els sòls. Tenen una estructura de tres plantes, amb l'estrat superior de 15 a 25 m. Les zones àrides estan dominades per Anogeissus pendula que creix en associació amb khair, especialment a les dorsals de quarsita i als turons gneissos de la serra Aravalli. Les zones menys àrides són dominades per la teca (Tectona grandis), la bael (Aegle marmelos), Boswellia serrata, Desmodium oojeinense, les espècies Diospyros, l'arbre de cotó de seda, Sterculia urens, Phyllanthus emblica, Dalbergia paniculata i Terminalia elliptica. El mont Abu està cobert d'un bosc sec de fulla caduca amb coníferes a les altes altes. Els boscos de matolls espinosos, caracteritzats per Euphorbia caducifolia, Maytenus emarginata, Acacia senegal, Commiphora mukul, Wrightia tinctoria, Flueggea leucopyrus, espècies de Grewia, es troben en els vessants rocosos d'Aravalli i en zones degradades. Les espècies endèmiques Dicliptera abuensis, Strobilanthes halbergii i Veronica anagallis també creixen en aquestes àrees. Les palmeres (Phoenix sylvestris) i les figueres (Ficus racemosa) creixen prop de rius i rierols dels turons.

## Fauna
Entre les espècies d'ocells hi ha:
- El pioc salvatge de l'Índia (Ardeotis nigriceps), amenaçat.
- El sisó emplomallat (Eupodotis indica)
- La propera a l'endemisme mallerenga de clatell blanc (Parus nuchalis), que habita les àrees de matoll espinós de l'ecoregió.

Les àrees amb protecció legal d'aquesta ecoregió també són llar de vuitanta espècies de mamífers, entre les quals:
- El lleopard indi (Panthera pardus fusca), llop indi (Canis lupus pallipes), hiena ratllada (Hyaena hyaena), antílop quadricorni (Tetracerus quadricornis), l'antílop negre (Antilope cervicapra), i gasela de Bennett (Gazella bennettii)
- el gat salvatge (Felis chaus), gat salvatge indi (Felis silvestris ornata) and rusty-spotted cat (Prionailurus rubiginosus).
- el jacal daurat (Canis aureus)
- el Tigre de Bengala (Panthera tigris tigris) a la cantonada més oriental d'aquesta ecoregió.
- el lleó asiàtic (Panthera leo leo) en el Parc Nacional de Gir i àrees del voltant en la Península de Kathiawar.
- l'os morrut (Melursus ursinus) en el Santuari de Vida Salvatge de Ratan Mahal.

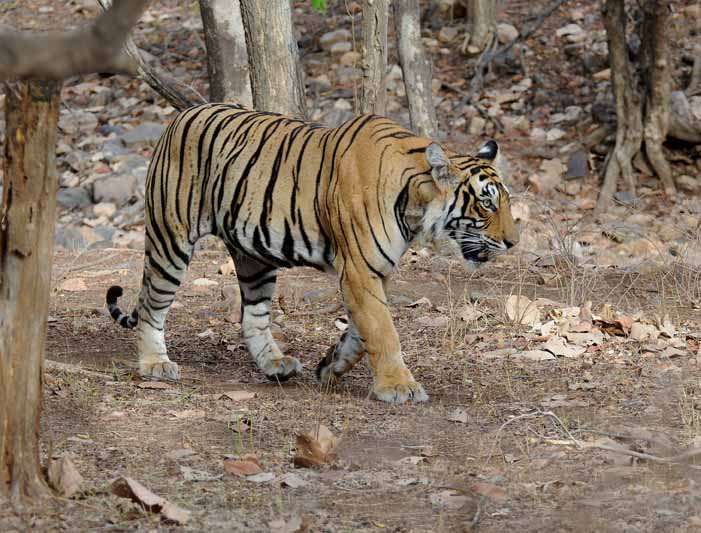
Tigre de Bengala en el Parc Nacional de Ranthambor, Rajasthan
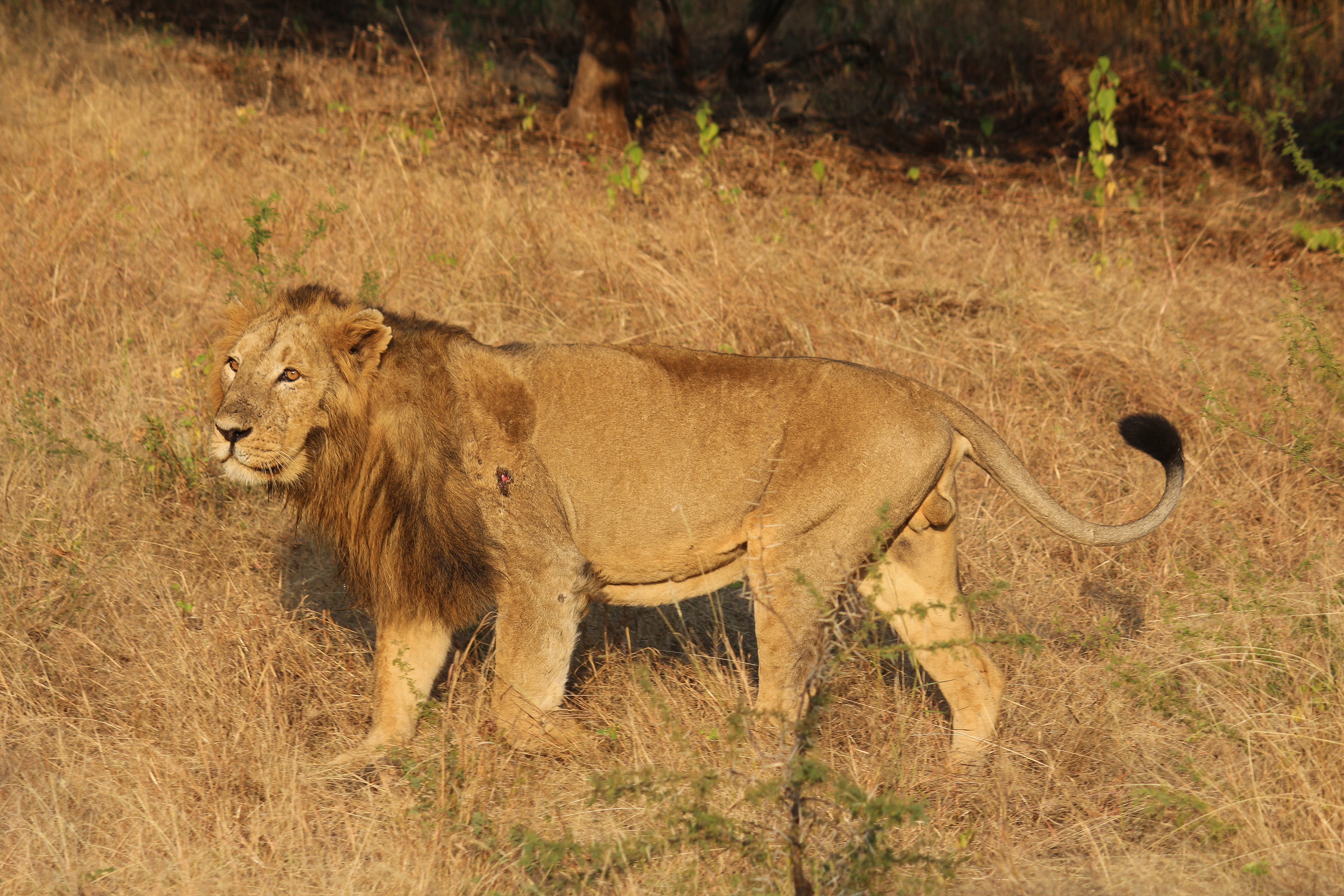
Mascle de lleó asiàtic en el Parc Nacional de Gir Forest National Park, Gujarat
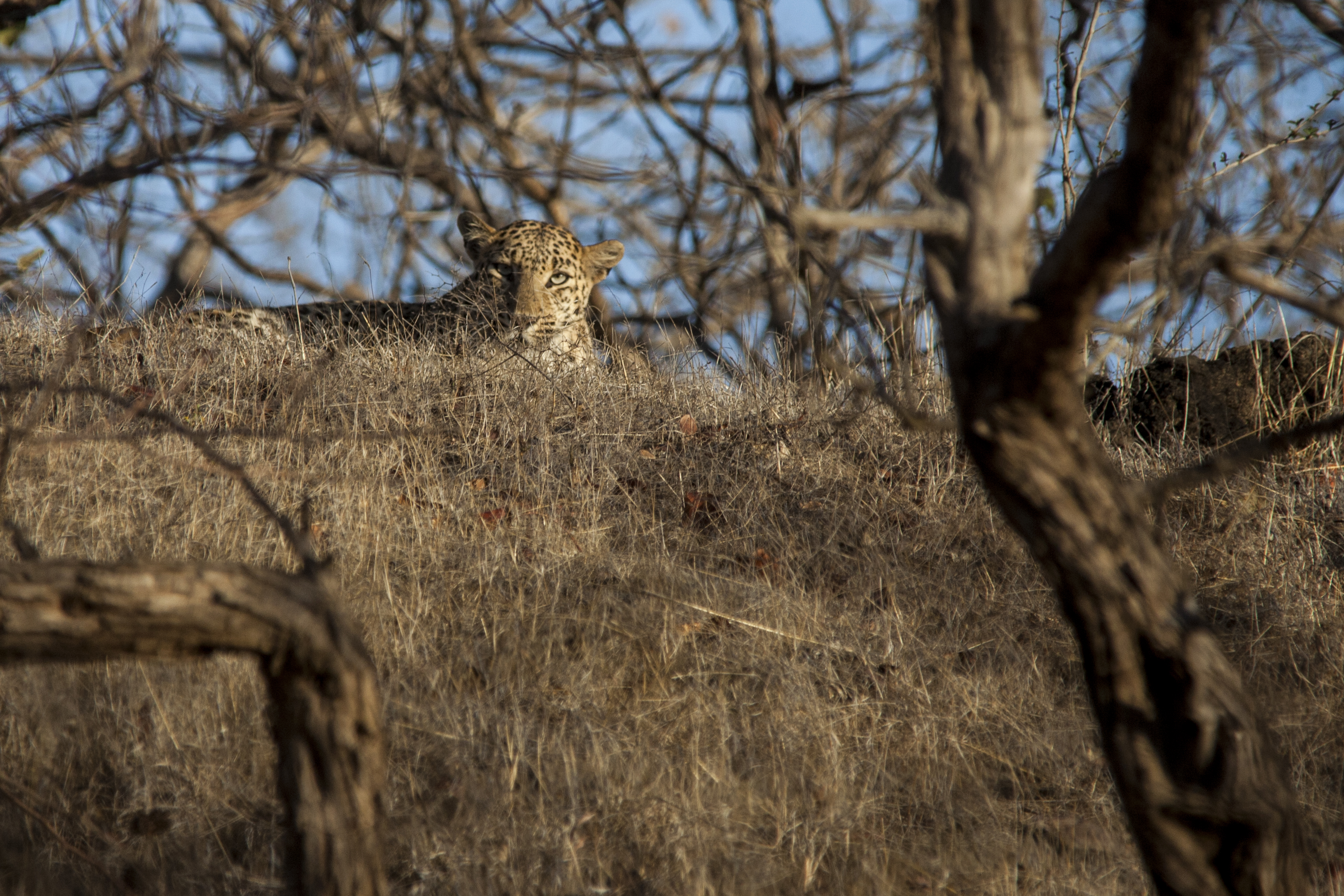
Lleopard de l'Índia al Gir
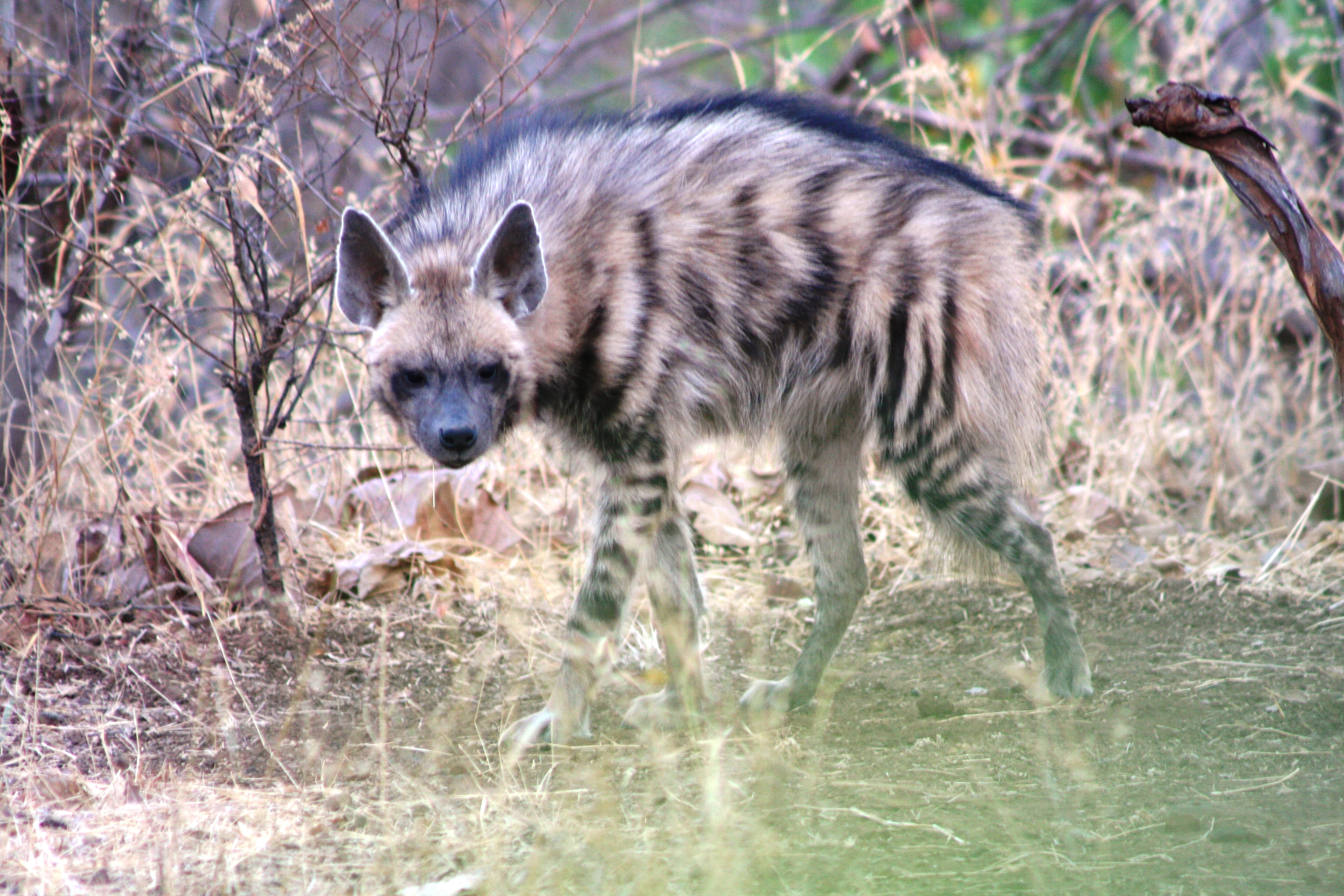
Hiena estriada
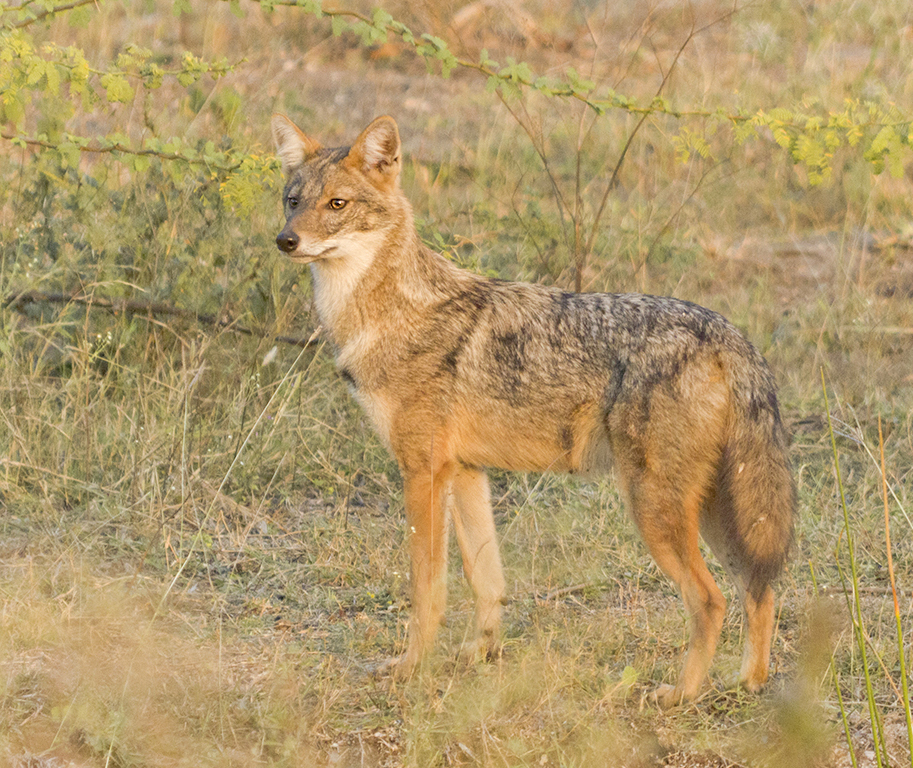
Jacal Daurat en l'àrea de Rajkot
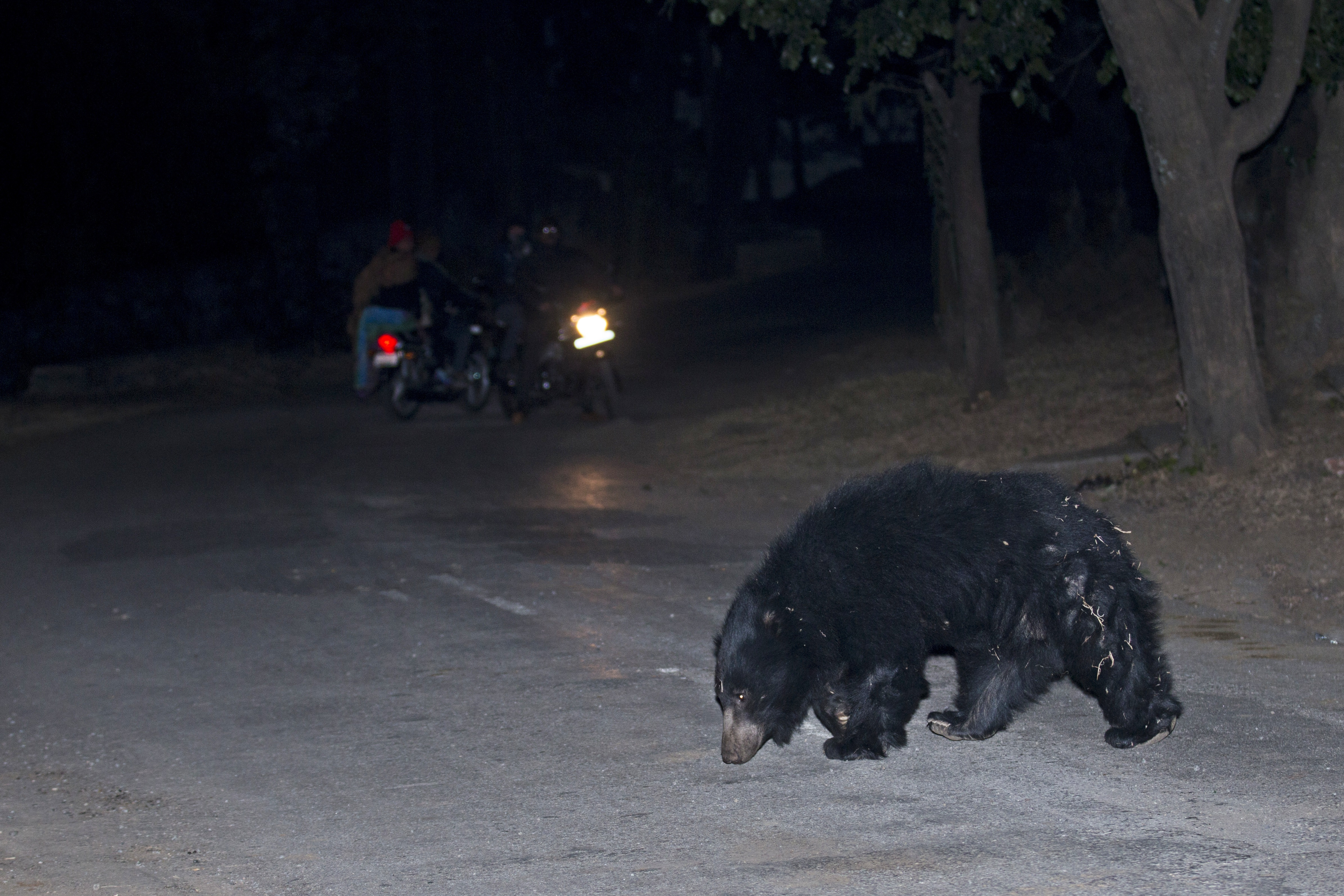
Os morrut entre Sanctuari de Ratan Mahal.
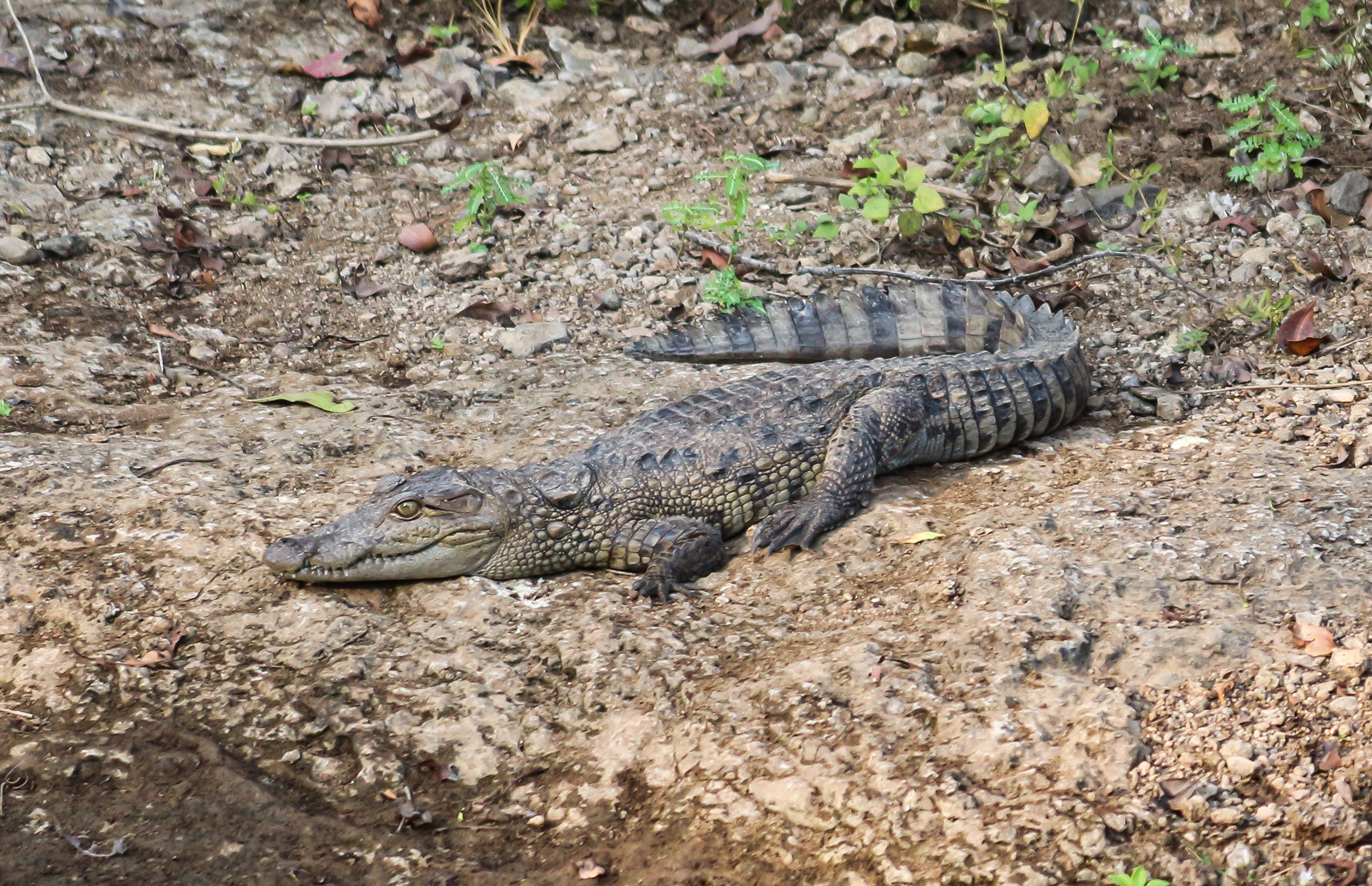
cocodril persa als Gir
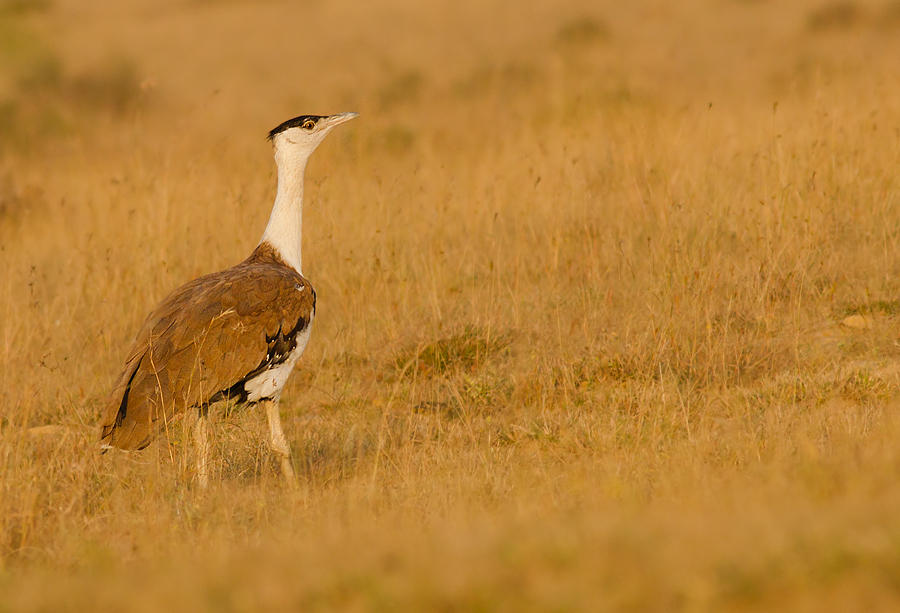
Pioc salvatge de l'Índia a les praderies de Naliya, Kutch
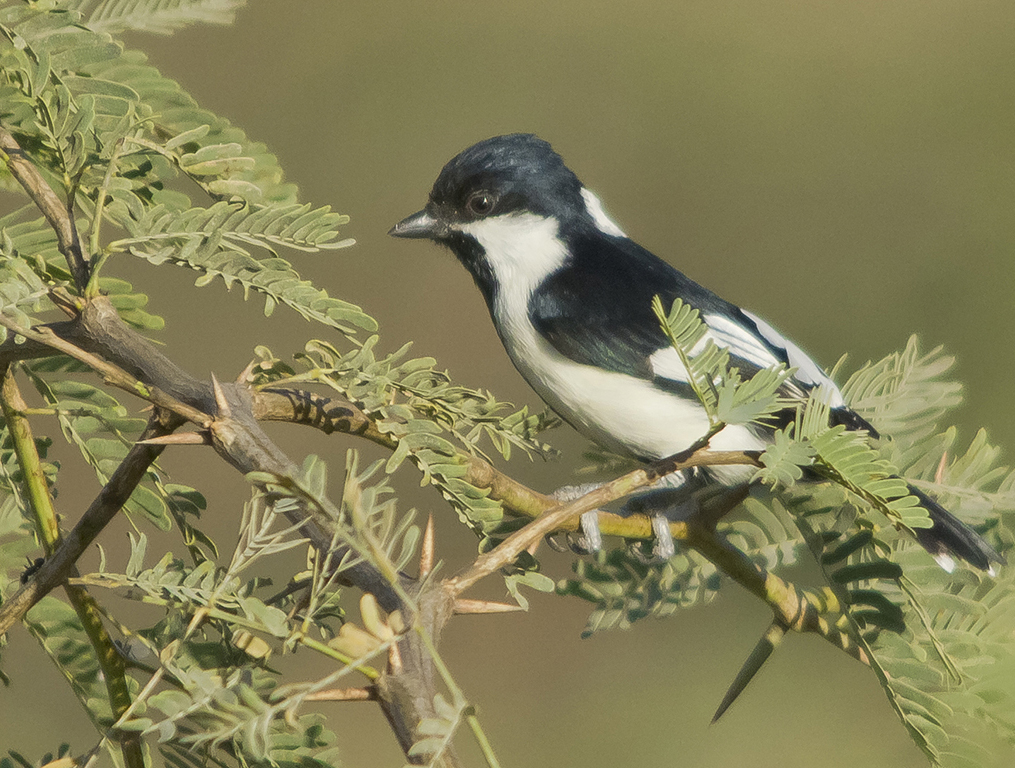
Mallerenga de clatell blanc picant en Prosopis juliflora en Kutch
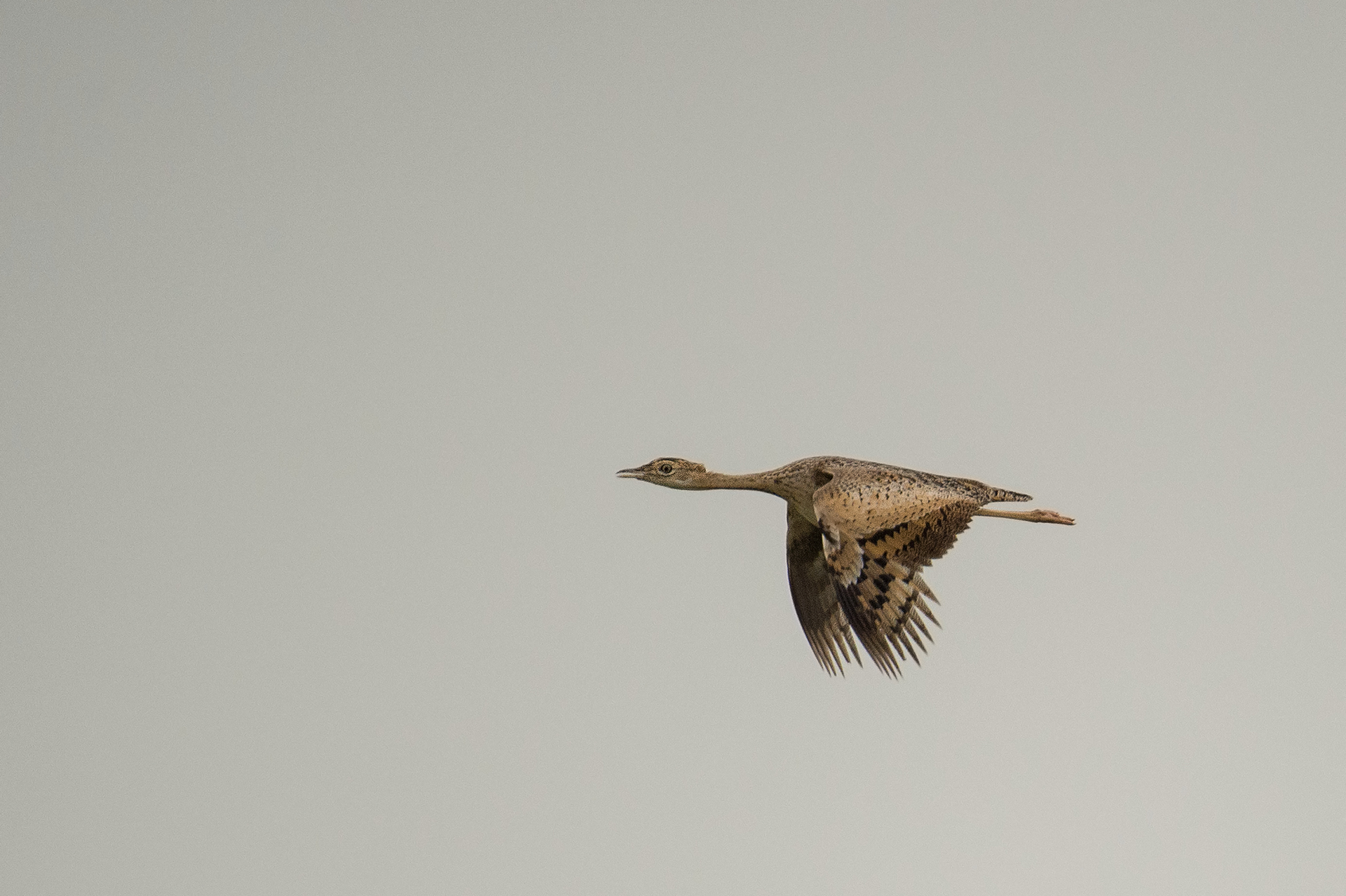
Femella de sisó emplomallat volant en Rajasthan